# Агии Теодори (дем Ситония)
Агии Теодори (на гръцки: Άγιοι Θεόδωροι) е курортно селище в Северна Гърция, на полуостров Ситония. Селото е част от дем Ситония на област Централна Македония и според преброяването от 2001 година има 10 жители. Разположено е на северния бряг на Светогорския залив, на няколко километра югозападно от Пиргадикия.